# Златоуст
Златоуст (град) (рус. Златоуст) град је у Русији у Чељабинској области. Према попису становништва из 2010. у граду је живело 174.985 становника.

## Положај
Град се налази у европском делу Русије, на реци Ај.
Смештен је 110 километара западно од регионалног центра Чељабинска и 1750 километара источно од Москве.
Златоуст је према попису из 2006. имао 182.542 становника, што га чини једним од највећих градова на Уралу. Источним делом града пролази граница између Европе и Азије.
Златоуст се налази на надморској висини од 400-600 m.

### Клима
- Просечна годишња температура је 2,1 °C
- Просечна влажност ваздуха је 69,2%
- Просечна брзина ветра је 3,5 m / s

## Историја
Златоуст је основан 1754. због изградње железаре и добио је име у част светог Јована Златоустог.
Године 1815. изграђена је фабрика оружја, где су исковане прве оштрице од булат-челика.
У Златоусту су 1903. исковани први топови од руског челика. Статус града је добио 1865. За време Руског грађанског рата, Златоуст је од децембра 1917. био под контролом бољшевика, да би у јулу 1918. град доспео под контролу белоармејаца, снага лојалних Руској Империји. Црвена армија је заузела град у јулу 1919.
Златоуст је добио орден Октобарске револуције 1980. За време Совјетског Савеза, Златоуст је постао индустријски град са развијеном металургијом, машинством, машиноградњом...
Златоуст је познат и као једно од средишта гравирања на металу.

## Становништво
Према прелиминарним подацима са пописа, у граду је 2010. живело 174.985 становника, 19.566 (10,06%) мање него 2002.
| 1939.  | 1959.   | 1970.   | 1979.   | 1989.   | 2002.   | 2010.   |
| ------ | ------- | ------- | ------- | ------- | ------- | ------- |
| 99.415 | 161.342 | 180.488 | 197.760 | 207.794 | 194.551 | 174.962 |

Најбројнија народност су Руси, док су највеће мањине Татари и Башкири.